# Geistliches Konzert
Als Geistliches Konzert bezeichnet man einen Großteil der kürzeren geistlichen Musikwerke des 17. Jahrhunderts. Festere Formen wie die Kantate befanden sich zu dieser Zeit noch in der Entstehungsphase. 
Geistliche Konzerte können aber auch eine musikalische Veranstaltungsform sein.

## Entstehung

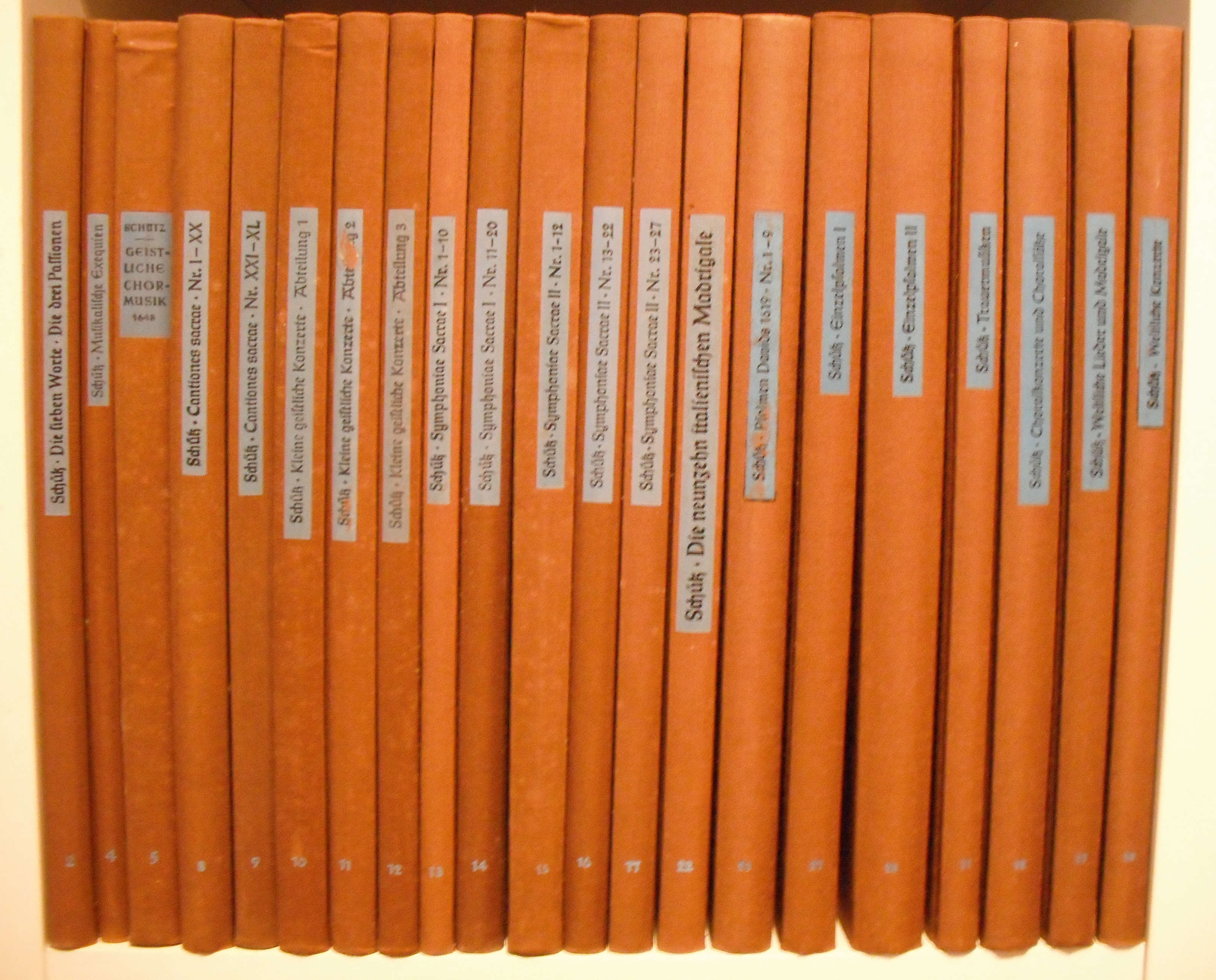
Die Bände 9 bis 11 der Werke von Heinrich Schütz sind die Geistlichen Konzerte

Die stilistischen und formalen Wurzeln des Geistlichen Konzerts liegen einerseits in der Monodie, andererseits in der althergebrachten Motette.
Zu den Komponisten solcher Werke zählen neben anderen Heinrich Schütz, Samuel Capricornus, Matthias Weckmann, Johannes Werlin, Otto Gibel, Paul Hainlein, Vinko Jelić, Sebastian Knüpfer, Samuel Scheidt, Johann Schop, Crato Bütner, Cornelius Burgh, Dieterich Buxtehude, Andreas Rauch, Johann Christian Schieferdecker, Johann Vierdanck, Johann Christoph Bach I sowie weitere ältere Mitglieder der Familie Bach.
Nicolaus Bruhns vereinte Stilelemente zweier entgegengesetzter Musikgattungen, nämlich des von Heinrich Schütz geprägten Geistlichen Konzerts und des bis dahin weitgehend der weltlichen Musik vorbehaltenen Madrigals.

## Beispiele aus dem 17. Jahrhundert in chronologischer Reihenfolge

### Vinko Jelić
- Parnassia militia concertuum unius,....., op. 1, bestehend unter anderem aus 24 geistlichen Konzerten (Straßburg, 1622).
- Arion Primus sacrorum concertuum unius,..... und Arion Secundus, bestehend aus 34 geistlichen Konzerten op. 2, (Straßburg, 1628)

### Cornelius Burgh
- 1626 legte Cornelius Burgh seine aus 20 dreistimmigen Geistlichen Konzerten bestehende Sammlung Liber primus concertum ecclesiasticorum vor.
- In seiner 1630 erschienenen Sammlung Hortus Marianus von 25 vierstimmigen, geistlichen Konzerten, verwendet er ausschließlich marianische Texte.

### Samuel Scheidt
- Geistliche Konzerte Teil I (1631)
- Geistliche Konzerte Teil II (1634)
- Geistliche Konzerte Teil III (1635)
- Geistliche Konzerte Teil IV (1640)

### Heinrich Schütz
- Kleine Geistliche Konzerte I (1636) – SWV 282–305
- Kleine Geistliche Konzerte II (1639) – SWV 306–337

### Johann Vierdanck
- Erster Theil Geistlichen Concerten für 2 - 4 St. und B. c. (Greifswald, 1641/43)
- Ander Theil Geistlicher Concerten mit 3. 4. 5. 6. 7. 8. vnd 9. St. nebenst einem gedoppelten B. c. (Rostock, 1643)

- Der Herr hat seinen Engeln befohlen. Geistliches Konzert für 2 Soprane, Tenor, Bass, 2 Violinen, 3 Posaunen und B. c.
- Ich freue mich im Herren. Geistliche Hochzeit-Freude. Aus dem Propheten Jesaia cap. 61. Geistliches Konzert für Sopran, 2 Violinen, 3 Posaunen und B. c.  (Greifswald, 1643)
- Stehe auf, meine Freundin. Geistliches Konzert für 2 Soprane, 2 Violinen, 3 Posaunen und Basso Continuo

### Johannes Werlin
- Johannes Werlin brachte 1643/1644 eine erste Sammlung von Geistlichen Konzerten unter dem Titel Irenodiae oder Friedensgesäng[e] in Ulm heraus

### Johann Schop
- Erster Theil geistlicher Concerten. Hamburg 1644

### Otto Gibel
- Ach, das ich nicht hören sollte, Geistliches Konzert für zwei Altstimmen und Basso continuo (Celle, 1645)

### Matthias Weckmann
- Zwölf Geistliche Konzerte

### Crato Bütner
- Geistliche Konzerte, Hamburg 1651

## Veranstaltungsform

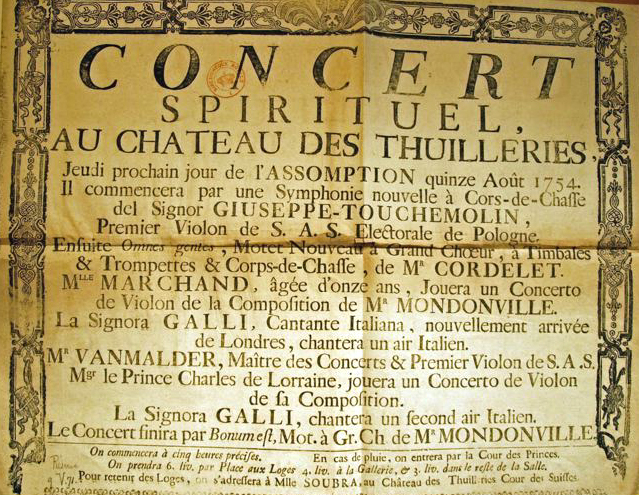
Plakat des Concert spirituel vom 15. August 1754

Das Concert spirituel (französisch: „geistliches Konzert“ oder „geistiges, geistreiches Konzert“) ist die Bezeichnung für eine Konzertveranstaltung, die von 1725 bis 1791 in Paris bestand.
Die ab 1646 bestehenden „Abendmusiken“, mit denen die Geschichte der geistlichen und öffentlichen Konzerte in Deutschland beginnt, bestimmen einen großen Teil des Schaffens von Dieterich Buxtehude. Die Abendmusik als Veranstaltungsform bestand in Lübeck bis 1810 und wurde 1926 wieder begründet.
Geistliche Konzerte können seit dem 20. Jahrhundert auch eine zumeist kirchenmusikalische Veranstaltungsform mit Darbietungen geistlicher Musik sein. Parallel dazu hat sich auch der Begriff „Stunde der Kirchenmusik“ eingebürgert.